# Apostolisches Vikariat Puerto Ayacucho
Das Apostolische Vikariat Puerto Ayacucho (lat.: Apostolicus Vicariatus Portus Ayacuquensis) ist ein in Venezuela gelegenes römisch-katholisches Apostolisches Vikariat mit Sitz in Puerto Ayacucho. Es umfasst den Bundesstaat Amazonas.

## Geschichte
Papst Pius XI. gründete die Apostolische Präfektur Alto Orinoco am 5. Februar 1932 aus Gebietsabtretungen des Erzbistums Ciudad Bolívar. Am 7. Mai 1953 wurde sie zum Apostolischen Vikariat Ayacucho erhoben.

## Ordinarien

### Apostolische Präfekte von Alto Orinoco
- Enrico de Ferrari SDB (14. November 1932–3. August 1945)
- Cosma Alterio SDB (31. Januar 1947–1950)
- Segundo García Fernández SDB (21. August 1950–7. Mai 1953)

### Apostolische Vikare von Puerto Ayacucho
- Segundo García Fernández SDB (7. Mai 1953–5. Oktober 1974)
- Enzo Ceccarelli Catraro SDB (5. Oktober 1974–23. Oktober 1989)
- Antonio Ignacio Velasco García SDB (23. Oktober 1989–27. Mai 1995, dann Erzbischof von Caracas)
- José Ángel Divassón Cilveti SDB (23. Februar 1996–14. Oktober 2015)
- Jonny Eduardo Reyes Sequera SDB (seit 14. Oktober 2015)

## Weblinks

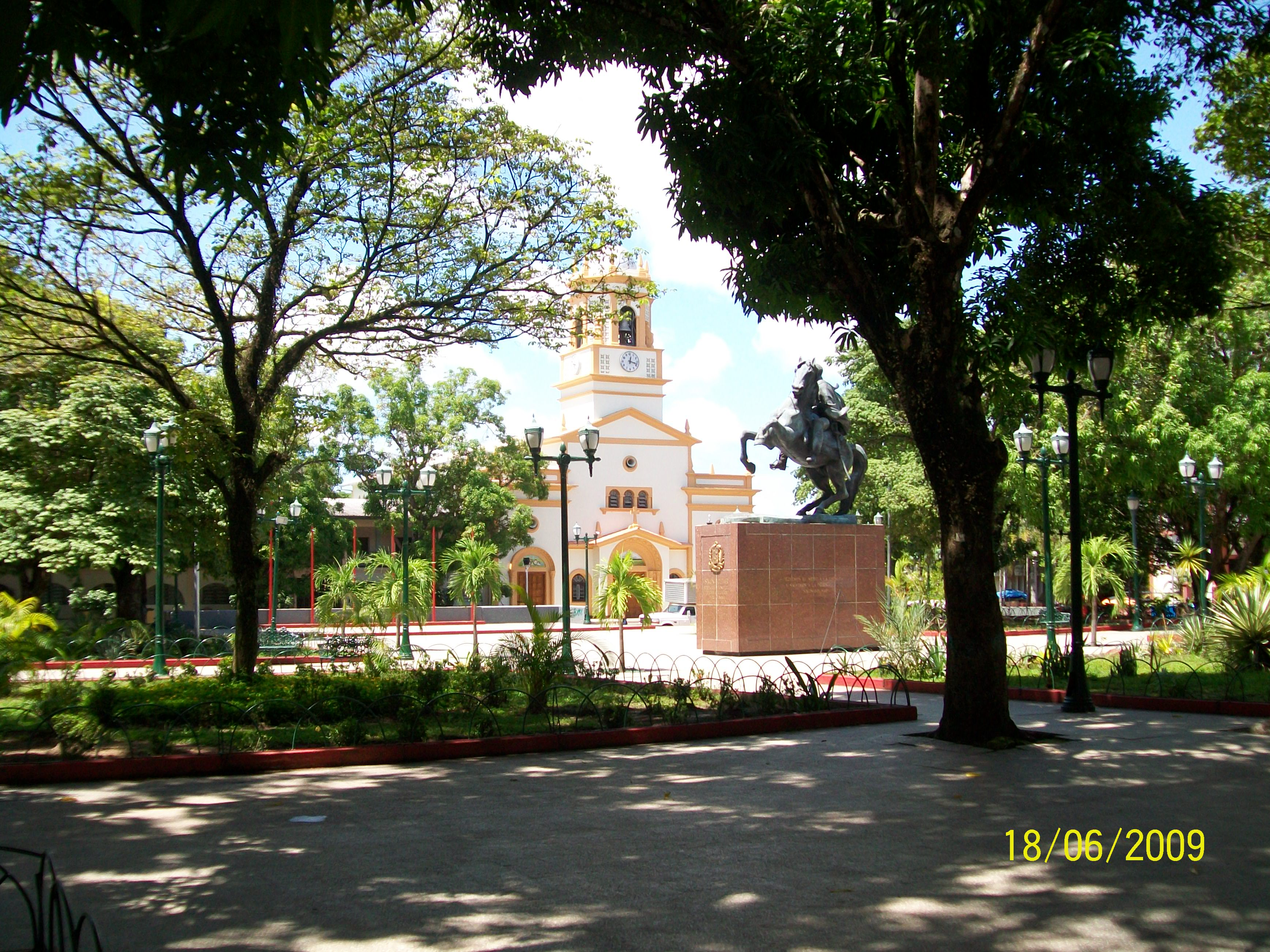
Kathedrale María Auxiliadora in Puerto Ayacucho